# 2005 SB223
2005 SB223は、珍しい逆行小惑星の1つである。
軌道傾斜角は約91.5度と、知られている逆行小惑星の中で最も直角に近い。軌道長半径は約29.6AUで、公転周期も約161年と海王星に近いが、離心率が約0.91と彗星に匹敵する極端に大きい値であるため、近日点距離は小惑星帯に相当する約2.8AU、遠日点距離は冥王星よりも遠い約56.4AUである。
軌道は彗星に近いが、彗星としての活動は今のところ見られていない。彗星・小惑星遷移天体の可能性がある。